# Tolerància de fabricació

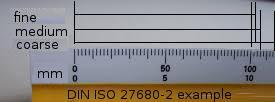

Tolerància de fabricació és el límit permissible o límits de variació en:
1. una dimensió física
2. una propietat física o mesura d'un material, objecte fabricat, sistema o servei
3. altres valors mesurats (com temperatura, humitat, etc.)
4. en enginyeria i seguretat, una distància física o espai (tolerància), com en un camió, tren o vaixell sota un pont així com un tren en un túnel (vegi calibre d'estructura i calibre de càrrega)
5. en enginyeria mecànica la tolerància de component mecànica entre un pern i una rosca o un forat, etc.

Les dimensions, les propietats o les condicions poden variar dins de certs límits pràctics sense afectar significativament al funcionament d'equip o un procés. Les toleràncies s'especifiquen per permetre un marge raonable per a imperfeccions i variabilitat inherent sense excessiu compromís.
A una variació més enllà de la tolerància (per exemple, una temperatura massa calenta o massa freda) se'n diu no conforme, rebutjada o excedint la tolerància. Si la tolerància és massa restrictiva, pot ocasionar que la majoria dels objectes fabricats per això siguin rebutjats, la qual cosa es diu que és intolerant.
La tolerància es pot especificar com un factor o percentatge del valor nominal, una màxima desviació d'un valor nominal, un interval explícit de valors permesos, ser especificada en una anotació o quedar definida per la precisió numèrica del valor nominal. La tolerància pot ser simètrica, com per exemple 40±0,1, o asimètrica, com 40+0,2/−0,1.
És sovint desitjable especificar la tolerància possible més gran mentre mantingui funcionalitat pròpia. Com més proper o més estanc les toleràncies són més difícil i per això més costoses d'aconseguir. Al contrari, més gran o més balder, les toleràncies poden afectar significativament l'operació de la peça.
La tolerància és diferent del factor de seguretat, però un factor de seguretat adequat tindrà en compte toleràncies pertinents així com altres possibles variacions.

## Consideracions
El primer tema a tractar és determinar com poden ser les toleràncies d'àmplies sense afectar altres factors o al resultat d'un procés. Això es pot fer mitjançant l'ús de principis científics, coneixements d'enginyeria i experiència professional. La investigació experimental és molt útil per investigar els efectes de toleràncies: Disseny d'experiments, avaluacions d'enginyeria formals, etc.
Un conjunt de toleràncies d'enginyeria en una especificació, per si mateixa, no implica que s'aconseguirà conformitat amb aquelles toleràncies. La producció real de qualsevol producte (o el funcionament de qualsevol sistema) implica una certa variació inherent d'entrada i sortida. L'error de mesura i la incertesa estadística també estan presents en tots els càlculs. Amb una distribució normal, les cues de valors mesurats es poden estendre més enllà de més i menys tres desviacions estàndard de la mitjana del procés. Una cua o ambdós poden estendre's més enllà de la tolerància especificada.
La capacitat de procés de sistemes, materials i productes necessita ser compatible amb les toleràncies d'enginyeria especificades. Els Controls de processos s'han de dur a terme al mateix lloc de producció i un sistema de direcció de qualitat eficaç, com Direcció De qualitat total, necessita mantenir la producció dins les toleràncies desitjades. L'índex de capacitat del procés s'utilitza per indicar la relació entre toleràncies i la producció actual mesurada.
L'elecció de les toleràncies també es veu afectada pel mostreig estadístic desitjat i les seves característiques com el Nivell de Qualitat Acceptable. Això es refereix a la pregunta de si les toleràncies han de ser extremadament rígides (confiança alta (un 100% de conformitat)) o bé si s'accepta algun petit percentatge fora de tolerància.

## Una visió alternativa de toleràncies
Genichi Taguchi i altres han suggerit que la tolerància tradicional a dues bandes és anàloga als "pals de porteria" en un joc de futbol: implica que totes les dades dins d'aquelles toleràncies són igualment acceptables. L'alternativa és que el millor producte té un càlcul que dona precisament en el blanc. Hi ha una pèrdua creixent que és una funció de la desviació o variabilitat del valor d'objectiu de qualsevol paràmetre de disseny. Com més gran sigui la desviació de l'objectiu, més gran és la pèrdua. Això es descriu com la Funció de pèrdua de Taguchi o "funció de pèrdua de qualitat", i és el principi clau d'un sistema alternatiu anomenat "inertial tolerancing".
La investigació i el desenvolupament del treball realitzat per M. Pillet i els seus companys ha estat adoptat en la indústria específica. Actualment, la publicació de la norma francesa NFX 04-008 ha permès una consideració més gran per la comunitat de fabricació.

## Tolerància de component Mecànica

Resum de mida bàsica, desviació fonamental i comparació de l'IT amb l'espai mínim i màxim entre eix i forat.

La tolerància dimensional també està relacionada, però de diferent manera que en els ajustos d'enginyeria, amb l'enginyeria mecànica, on es tracta d'un paràmetre de disseny d'espai o interferència entre dues parts. Les toleràncies es poden aplicar a qualsevol dimensió. Els termes comunament utilitzats són:
- Mida Bàsica: és el diàmetre nominal de l'eix i el forat. Això és, en general, igual per als dos components.
- Desviació Inferior: és la diferència entre la mida bàsica i la mínima mida de component possible.
- Desviació Superior: és la diferència entre la mida bàsica i la màxima mida de component possible.
- Desviació Fonamental: és la diferència de mida mínima un component i la mida bàsica. Això és idèntic a la desviació màxima per a eixos i a la desviació mínima per a forats. Si la desviació fonamental és més gran que zero, l'eix sempre serà més petit que la mida bàsica i el forat sempre serà més gran.
- Grau d'Interval de Tolerància: és una mesura estandarditzada de la diferència màxima entre un component i la mida bàsica (explicat més avall).

Per exemple, si es pretén tenir amb un eix de diàmetre nominal de 10 mm un lliscament dins d'un forat, l'eix es podria especificar amb una tolerància d'interval des de 9.964 a 10 mm (és a dir, una desviació fonamental de zero, però una desviació inferior de 0,036 mm) i el forat podria ser especificat amb una tolerància d'interval des de 10,04 mm fins a 10.076 mm (desviació fonamental de 0,04 mm i desviació superior de 0,076 mm). Això proporcionaria un atac de neteja de a algun lloc entre 0,04 mm (eix més gran ajustat en el forat més petit, anomenat la "màxima condició material") i 0,112 mm (eix més petit dins el forat més gran). En aquest cas la mida de l'interval de tolerància, tant per l'eix com pel forat, s'escull per tal que sigui el mateix (0,036 mm), significant que els dos components tindran el mateix grau d'Interval de Tolerància.
Quan no es proporcionen més toleràncies, la indústria de mecanitzat utilitza les següents toleràncies estàndards:
| 1 xifra decimal   | (.x):    | ±0,2    |
| 2 xifres decimals | (.0x):   | ±0,01   |
| 3 xifres decimals | (.00x):  | ±0,005  |
| 4 xifres decimals | (.000x): | ±0,0005 |

### Graus d'intervals de tolerància
En un disseny de components mecànics, s'utilitza sovint un sistema de toleràncies estandarditzades anomenava graus d'Interval de Tolerància. Les toleràncies estàndards (mida) es divideixen en dues categories: forat i eix. S'etiqueten amb una lletra (majúscules per a forats i minúscules per a eixos) i un número. Per exemple: H7 (eix) i h7 (forat). H7/h6 és una tolerància estàndard molt comuna que dona un ajust bastant estanc, però no al nivell que no pugui entrar l'eix al forat, o girar l'eix dins el forat. Les toleràncies funcionen de tal manera que un forat H7 significa que el forat s'hauria fet una mica més gran que la dimensió de base (en aquest cas per a un ajust Iso 10+0,015−0, que significa que pugui ser fins a 0,015 mm més gran que la dimensió de base i 0 mm més petit). El valor gran/petit depèn en la dimensió de base. Per a un eix de la mateixa mida h6 significaria 10+0−0,009, que és el contrari de H7.
Una anàlisi d'ajust per a inferència estadística és també extremadament útil, ja que indica la freqüència (o probabilitat) de parts que encaixin pròpiament.

## Tolerància de components elèctrics
Una especificació d'una resistència elèctrica (component) es pot anomenar amb un valor nominal de 100 ohms però també es definirà una tolerància com ±1%. Això significa que qualsevol resistor amb un valor en l'interval 99 Ω; a 101 Ω; és acceptable. Per a components crítics, es podria especificar que la resistència hagi de romandre dins l'interval de tolerància de temperatura especificada, durant una vida especificada, etcètera.
Moltes resistències elèctriques comercials i condensadors de tipus estàndards, i alguns inductors petits, es marquen sovint amb un Codi de colors per indicar el seu valor i la tolerància. Els components de precisió alta de valors no estàndards poden tenir informació numèrica publicada en ells.